# Liste der Straßennamen von Freudenberg (Baden)

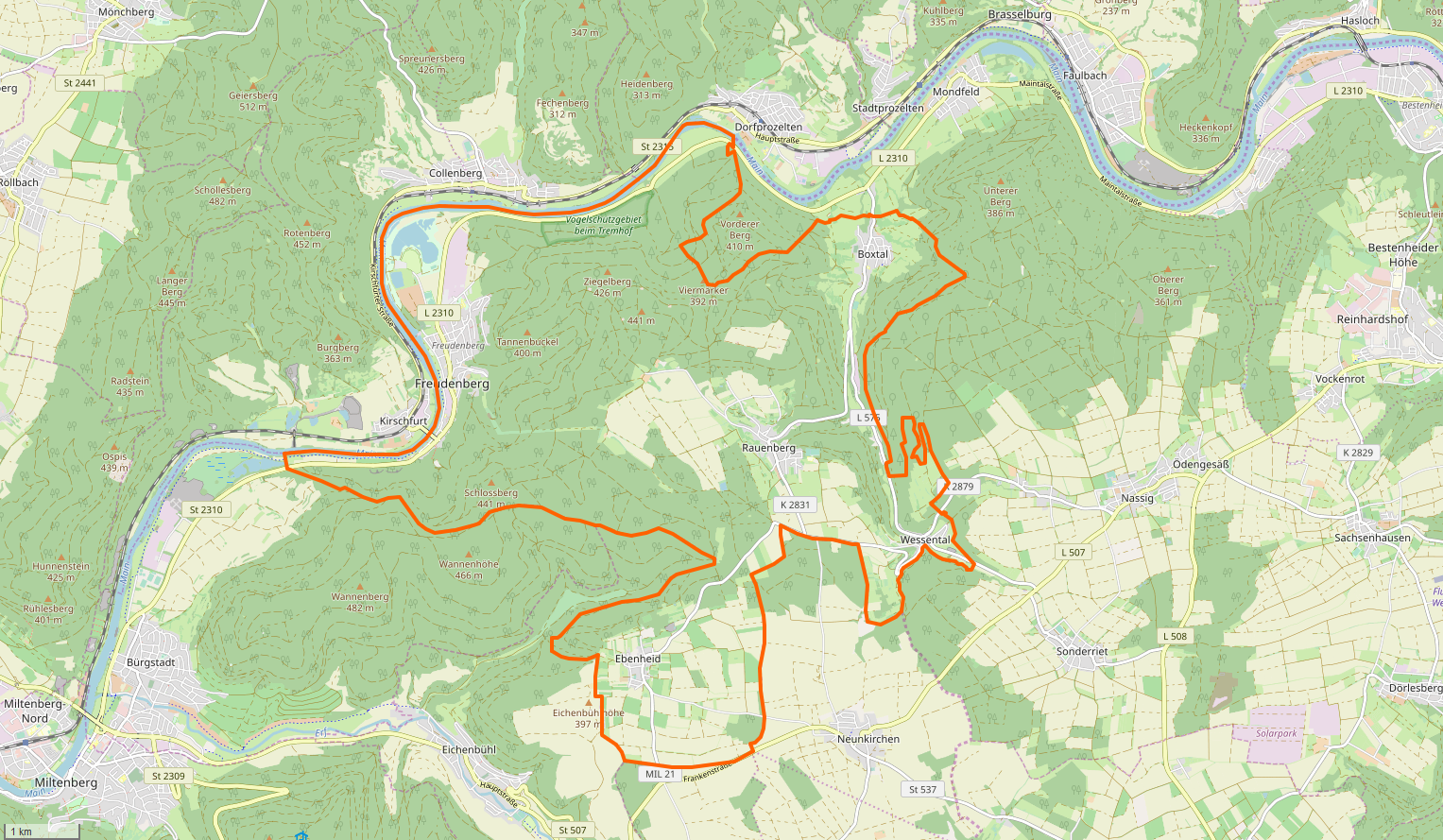
Gemarkung und Lage der Stadt Freudenberg

Wappen der Stadt Freudenberg

Diese Liste der Straßennamen von Freudenberg zeigt die Namen der aktuellen und historischen Straßen, Gassen, Wege und Plätze der Stadt Freudenberg im Main-Tauber-Kreis und deren Stadtteile (Boxtal, Ebenheid, Rauenberg und Wessental) sowie deren Namensherkunft, Namensgeber oder Bedeutung, sofern bekannt.
Der Artikel ist Teil der übergeordneten Liste der Straßennamen im Main-Tauber-Kreis. Die Liste erhebt keinen Anspruch auf Vollständigkeit.
| Rad- und Wanderwege – Einzelnachweise – Weblinks |

## A

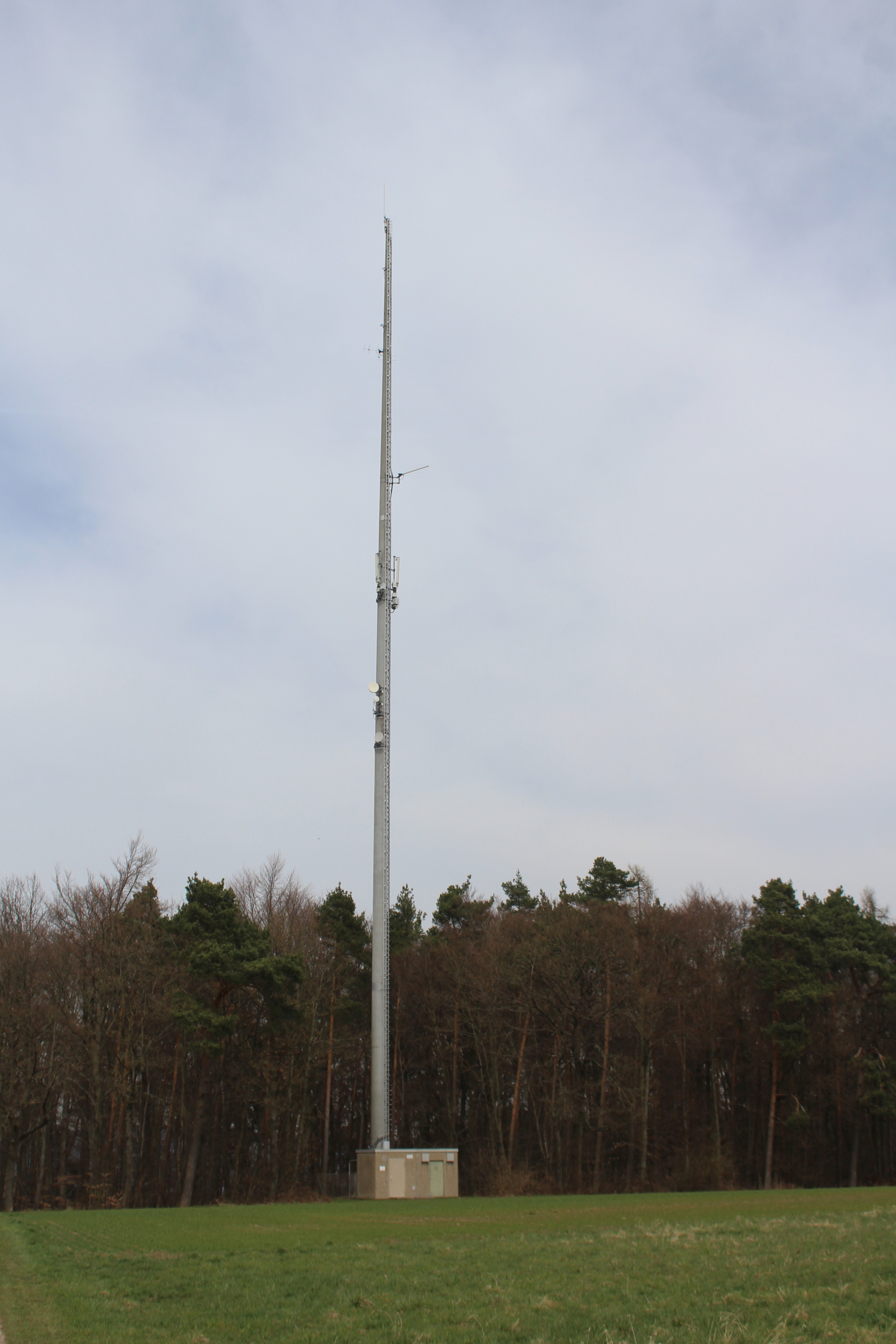
Sender Rauenberg,
Am Brandweiher

- Ahornstraße – im Stadtteil Ebenheid
- Alte Steige – im Stadtteil Wessental
- Am Brandweiher – im Stadtteil Rauenberg
- Am Brennplatz
- Am Rankacker – im Stadtteil Boxtal
- Am Roten Stein
- Am Steiggraben
- Am Tannenbuckel
- Aubweg – im Stadtteil Boxtal

## B

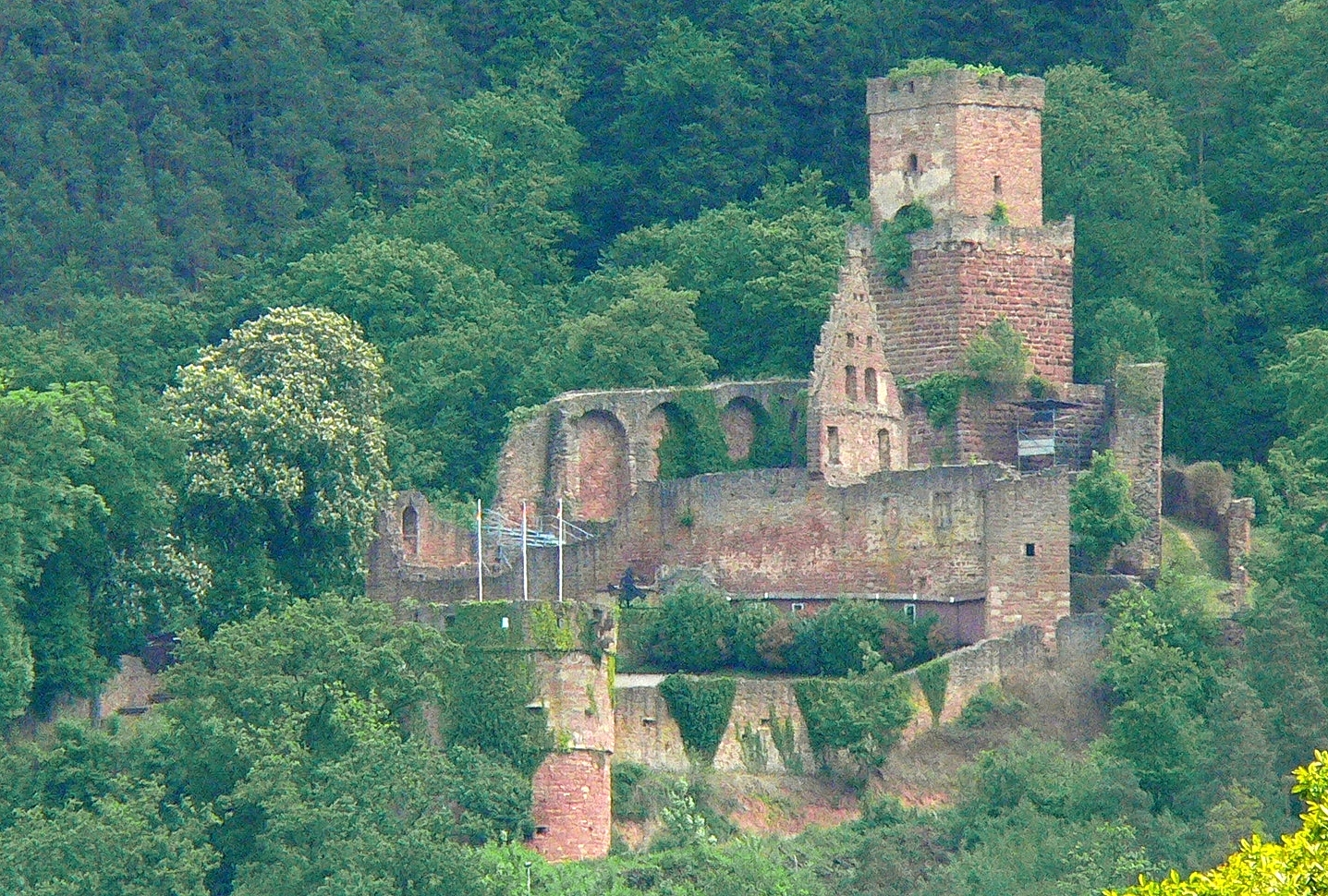
Die Burg Freudenberg,
Burgweg

- Bergstraße – im Stadtteil Wessental
- Birkenweg
- Blumenweg
- Boxtaler Philosophenweg – im Stadtteil Boxtal
- Breitweg
- Brennplatzweg
- Brunnengasse – im Stadtteil Boxtal
- Brunnenstraße – im Stadtteil Wessental, davor als K 2830
- Brunnenstubenweg
- Buchwaldweg – im Stadtteil Wessental
- Burgpfad – mündet auf dem Burgweg zur Burg Freudenberg
- Burgweg – liegt an der Burg Freudenberg. Alter Verbindungsweg zwischen der mittelalterlichen Kernstadt und der namensgebenden Burg; im unteren Abschnitt S-förmiger Verlauf, ab Höhe Rathaus gegen Norden steil ansteigend, ab Höhe Burgweg 7 gerade und stetig ansteigend über den Burghang verlaufend; die Bebauung im Bereich Hauptstraße repräsentativ, mit Rathaus (ab 1499) und ehem. Amtshaus (1627), dessen Hofraum ist durch ein Rundbogenportal und eine parallel zum Burgweg verlaufende Sandsteinmauer abgeschlossen, die übrige Bebauung kleinteiliger und aus überwiegend giebelständigen, über hohen Hanggeschossen errichteten Wohn- und Wirtschaftsgebäuden bestehend (15.–19. Jh.); eine Ausnahme bildet Burgweg 5, mit breit gelagertem Baukörper und markantem, weithin sichtbarem Satteldach.[2]
- Bussardweg

## D
- Darrenkopfweg – im Stadtteil Ebenheid
- Doktorstraße
- Dorlesweg
- Dürrbachstraße
- Dürrbachweg
- Dürrhof – vom Stadtteil Rauenberg zum Wohnplatz Dürrhof mit Forst- und Waldhaus
- Dürrhofweg – am Wohnplatz Dürrhof mit Forst- und Waldhaus

## E
- Eichbaumweg
- Eichbergstraße – im Stadtteil Boxtal
- Eichbergweg
- Eichwaldstraße – im Stadtteil Rauenberg
- Eidelsgasse – im Stadtteil Rauenberg
- Erbsengasse – Schmale, von der Hauptstraße abzweigende und in Richtung Osten stetig ansteigende Gasse innerhalb der ab dem 16. Jahrhundert angelegten Vorstadt, der Name Erbsengasse bereits im Gemarkungsatlas von 1898 geführt; straßenbegleitende, über Hanggeschossen errichtete ein- bis zweigeschossige Bebauung mit Wohn- und Wirtschaftsgebäuden, darunter ein Kulturdenkmal des 16. Jh., die restliche Bebauung des 18.–20. Jh. zum Teil stark überformt.[2]
- Eselspfad
- Eugen-Mai-Straße

## F
- Falkenweg
- Faßgasse – Kurze, zwischen der Hauptstraße und der Mainstraße verlaufende Verbindungsgasse innerhalb der ab dem 16. Jahrhundert angelegten Vorstadt, gegen die Mainstraße bzw. die Hauptstraße jeweils trichterförmig aufgeweitet, in ihrer östlichen Verlängerung in die Haaggasse mündend; der Name Fassgasse bereits im Gemarkungsatlas von 1898 geführt; über Hanggeschossen errichtete ein- bis zweigeschossige Bebauung mit Wohn- und Wirtschaftsgebäuden überwiegend des 18.–20. Jahrhundert, darunter ein Kulturdenkmal.[2]
- Fichtenweg
- Finkenstraße – im Stadtteil Ebenheid
- Freudenberger Weg
- Friedhofstraße – im Stadtteil Ebenheid
- Friedhofweg
- Fritzengasse – im Stadtteil Rauenberg
- Frühlingstraße – im Stadtteil Ebenheid

## G
- Gäulsweg
- Grenzweg
- Greuthweg
- Grohwedeweg
- Grundweg
- Guggenberg – im Stadtteil Rauenberg

## H

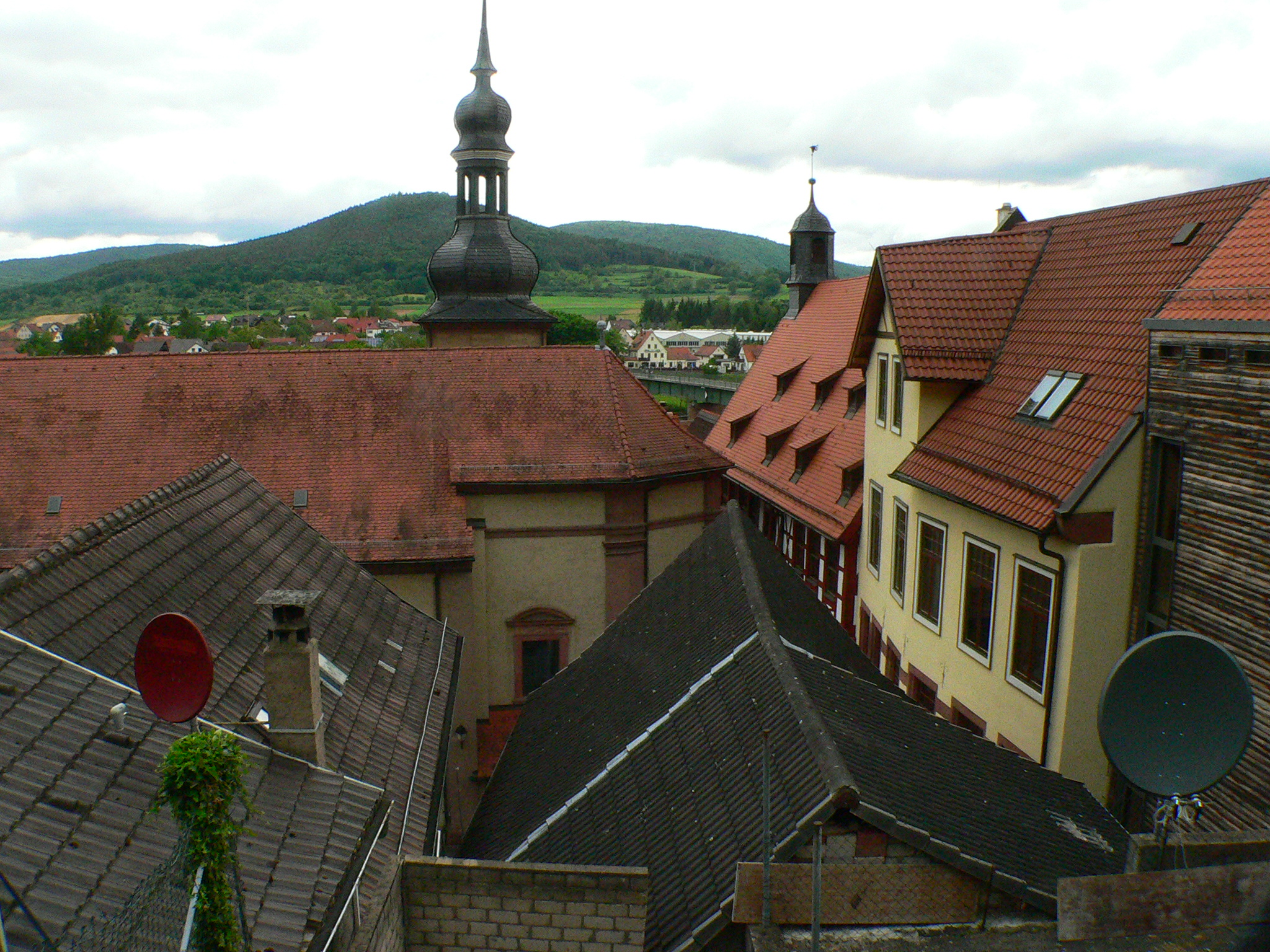
Alte Laurentiuskirche,
Hauptstraße 150

- Haaggasse – Annähernd parallel zur nördlichen Schenkelmauer verlaufende, von der Hauptstraße in östliche Richtung in zwei Armen abzweigende Erschließungsgasse innerhalb der ab dem 16. Jahrhundert angelegten Vorstadt, bis auf Höhe Nr. 7 platzartig aufgeweitet, danach immer enger werdender Verlauf; der Name bereits im Gemarkungsatlas von 1898 genannt und wohl auf „Hecke“ im Sinne von „Grenze“ zurückzuführen; über Hanggeschossen errichtete, ein- bis dreigeschossige Bebauung des 18.–20. Jahrhunderts, teils über älteren Kellern, die südliche Seite durch eine regelmäßige, geschlossene und traufständige Gebäudereihe gebildet, die nördliche, wohl ältere Seite hingegen insgesamt lockerer und unregelmäßiger bebaut.[2]
- Haarleweg
- Hahnenhof
- Hallengasse – Kurze, parallel zur Hauptstraße und zur Stadtmauer verlaufende Verbindungsgasse zwischen Staudengasse und Hauptstraße innerhalb der mittelalterlichen Kernstadt; die östliche Seite bilden die Rückseiten der zweigeschossigen, giebelständigen Hauptstraßengebäuden, die westliche Seite besteht aus einer geschlossenen, traufständigen, zweigeschossigen und über der Stadtmauer errichteten Gebäudereihe des 18./19. Jahrhunderts (zum Teil über älterem Kern).[2]
- Hartigstraße – im Stadtteil Ebenheid
- Hauptstraße – (Nr. 63–121 ungerade, 32–154 gerade), „Kernstadt“: Historischer, an den überregionalen Verkehr angebundener und parallel zum Main und zum Burgberg verlaufender Hauptverbindungsweg durch die mittelalterliche Kernstadt, in regelmäßigen Abständen kleine bis kleinste Gassen abzweigeneinst mit zwei Toren befestigt („Unteres-“ und „Äußeres-“ später „Mittleres Tor“); auf Höhe Rathaus barocke Neuordnung im Zuge des Neubaus von Amthaus und Pfarrkirche (traufständig!) und damit Ausbildung eines „Stadtzentrums“. Das übrige Straßenbild von je einer geschlossenen, überwiegend zweigeschossigen und giebelständigen Reihe von Wohngebäuden des 15.–20. Jh. geprägt, darunter eine hohe Zahl von Kulturdenkmalen und qualitätvollen, erhaltenswerten Gebäuden des 16./17. Jahrhunderts. – (Nr. 123–165 ungerade, 156–226 gerade), „Vorstadt“: Historischer, an den überregionalen Verkehr angebundener und parallel zum Main und zum Burgberg verlaufender Hauptverbindungsweg durch die frühneuzeitliche Vorstadt, in regelmäßigen Abständen kleine bis kleinste Gassen abzweigend, wohl im 18. Jh. Anlage des Sternplatzes; Straße einst mit zwei Toren befestigt („Mittleres Tor“ und „Äußeres Tor“); das Straßenbild von je einer geschlossenen, zwei- bis dreigeschossigen, trauf- bzw. giebelständigen Gebäudereihe des 16.–20. Jh. gebildet (der nördliche Stadteingang durch eine markante, giebelständige Gebäudegruppe (Nr. 218, 220, 222) geprägt).
- Heidelgasse – Äußerst schmale, in der mittelalterlichen Kernstadt gelegene und von der Hauptstraße nach Westen abgehende Stichgasse, zu einer ehemaligen Fußgängerpforte in der Stadtmauer führend; überwiegend traufständige, zweigeschossige Bebauung des 16.–19. Jahrhunderts.[2]
- Heideweg – im Stadtteil Rauenberg
- Hessliweg
- Hindenburgstraße
- Hirschbrünnelesweg
- Hirtensteinweg
- Hochwasserschutz
- Hofweg – im Stadtteil Ebenheid zum Ebenheiderhof auf der Gemarkung der Gemeinde Eichenbühl im unterfränkischen Landkreis Miltenberg
- Höhenring – im Stadtteil Ebenheid
- Hohlenweg – im Stadtteil Rauenberg

## I
- Im Gewerbegebiet
- Im Hirtengarten – im Stadtteil Wessental
- Im Hüttenrain
- Im Wasenfeld – im Stadtteil Rauenberg

## J
- Jungholzstraße

## K
- K 2830 – im Stadtteil Wessental
- K 2831 – in den Stadtteilen Rauenberg und Ebenheid
- K 2879 – in den Stadtteilen Boxtal und Wessental
- Kammweg
- Karl-Roth-Straße
- Kindergartenstraße – im Stadtteil Boxtal
- Kirchenweg – im Stadtteil Wessental
- Kirchstraße – im Stadtteil Boxtal
- Kirchweg – im Stadtteil Wessental
- Kleiner Weg
- Köhlersgrund – Schmale, von der Hauptstraße abzweigende und in Richtung Osten stetig ansteigende Gasse innerhalb der ab dem 16. Jahrhundert angelegten Vorstadt, auf Höhe Köhlersgrund Nr. 6 kleines, parallel zur Hauptstraße verlaufendes Verbindungsgässchen zur südlich gelegenen Haaggasse abgehend; der Name Köhlersgrund wohl auf die einst hier ansässige Berufsgruppe zurückgehend; straßenbegleitende, über Hanggeschossen errichtete kleinteilige, ein- bis zweigeschossige Bebauung des 18.–20. Jahrhunderts.[2]
- Königstraße

## L
- L 575 – in den Stadtteilen Boxtal und Wessental
- L 2310 – in Freudenberg
- L 2315 – in Freudenberg
- Langer Weg
- Liebeseichenweg
- Lilienweg
- Lindenstraße – im Stadtteil Ebenheid
- Lindtalstraße
- Lindtalweg

## M
- Maingasse – Kurze und vergleichsmäßig breite, zwischen Hauptstraße und Mainstraße verlaufende Verbindungsgasse innerhalb der historischen Vorstadt; südlich geschlossene, traufständige Gebäudereihe des 19. Jahrhunderts (darunter die ehemalige Synagoge, Hauptstraße Nr. 139), nördlich überwiegend mit Gebäuden des 20. Jahrhunderts bebaut.[2]
- Mainstraße – Parallel zu Main und Hauptstraße verlaufender Straßenzug, zeitgleich mit dem Mainvorland im 19. Jahrhundert ausgebaut bzw. in jüngster Zeit neu gestaltet: teilweise Freilegung der Stadtmauer, Neuordnung des Verkehrs, Herstellung eines neuen Belages und eines Hochwasserschutzes, Errichtung einheitlicher Garagentypen anstelle älterer, zumeist hölzerner Nebengebäude und Schaffung von öffentlichen Aufenthaltesbereichen (Spielplatz u. a.); der Abschnitt südlich der Mainbrücke durch eine regelmäßige, dichte und über der Stadtmauer errichtete 2–3 geschossige, trauf- bzw. giebelständige Gebäudereihe des 16.–20. Jh. geprägt, der nördliche Abschnitt insgesamt vorstädtischer, mit 1–2 geschossigen, oft ehem. kleinbäuerlichen Anwesen und Nebengebäuden des 18.–20. Jh. bebaut.[2]
- Mariengasse – Kurze, in der mittelalterlichen Kernstadt gelegene und von der Hauptstraße nach Westen abgehende Stichgasse, vermutlich auf einen an dieser Stelle angenommenen Torturm („Marientörle“) führend; die Gasse durch zur Hauptstraße gehörige zweigeschossige, trauf- bzw. giebelständige Gebäude des 18./19. Jahrhunderts geprägt.[2]
- Maueräckerstraße – im Stadtteil Rauenberg
- Mautersbrunnenweg
- Mühlenweg
- Mühlgrundweg
- Mühltalstraße – im Stadtteil Wessental als Ortsdurchgangsstraße, davor und danach aus nordwestlicher und nordöstlicher Richtung jeweils als K 2879 bezeichnet, aus südöstlicher Richtung als K 2830. Die Mühltalstraße führt von Wessental in Richtung des Stadtteils Boxtal zu drei namengebenden Mühlen bzw. Wohnplätzen im Wildbachtal: Blankenmühle, Antoniusmühle und Sägmühlen.

## N
- Neue Heimat
- Neuwiesenweg

## O
- Obere Aub – im Stadtteil Boxtal
- Obere Beine
- Obere Eberstraße
- Obere Müssing – im Stadtteil Rauenberg (siehe auch: Untere Müssing)
- Obere Siedlungsstraße
- Odenwaldring
- Odenwaldstraße – im Stadtteil Ebenheid als Ortsdurchgangsstraße, davor und danach als K 2831
- Otto-Rauch-Straße

## P
- Panoramaweg
- Pfarrgasse – Kurze, in der mittelalterlichen Kernstadt gelegene und von der Hauptstraße nach Westen abgehende Stichgasse, ursprünglich auf einen hier vorhandenen Torturm führend, im östlichen Abschnitt durch Abbruch eines Gebäudes nachträglich aufgeweitet; der Name auf das ehemalige Pfarrhaus (Hs.-Nr. 3) zurückgehend; die kurze Gasse durch giebelständige, dreigeschossige Gebäude des 18./19. Jahrhunderts geprägt (Nr. 1 und Nr. 3), die gegenüberliegende Seite inhomogener bebaut.[2]
- Philipp-Larens-Straße
- Planengasse

## R
- Rankweg – im Stadtteil Ebenheid

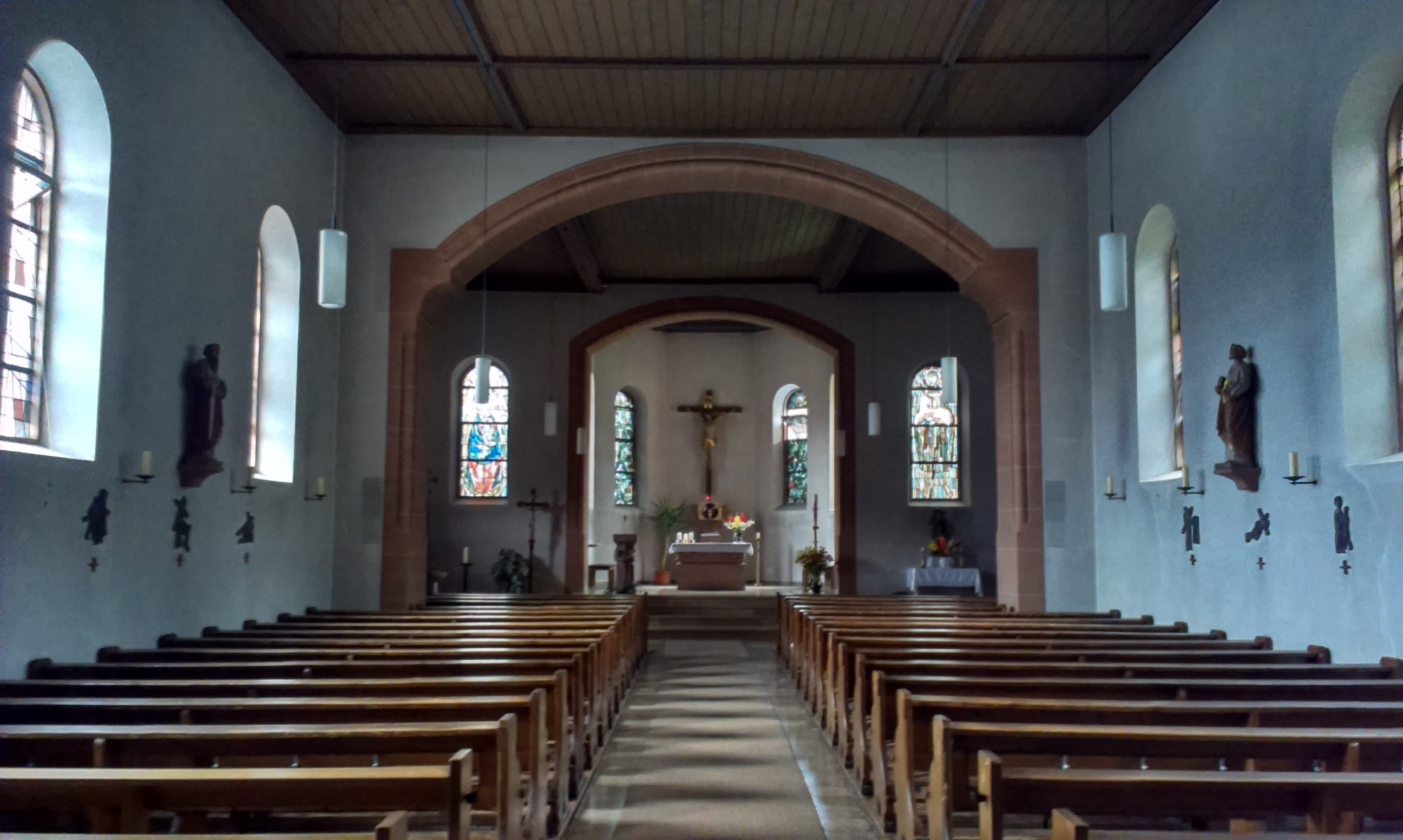
St. Wendelin in Rauenberg,
Raubachstraße 14

- Raubachstraße – im Stadtteil Rauenberg als Ortsdurchgangsstraße, davor und danach als K 2831
- Rauenbergweg
- Reitersgasse – Kurze, zwischen Mainstraße und Hauptstraße verlaufende Gasse innerhalb der ab dem 16. Jahrhundert angelegten Vorstadt; der Gassenverlauf durch trauf- und giebelständige, überwiegend zweigeschossige Gebäude des 18.–20. Jahrhunderts geprägt, darunter einige stark überformte.
- Ringgasse – Kurze, zwischen Ziegelgasse und Hauptstraße verlaufende Gasse am Rande der ab dem 16. Jahrhundert angelegten Vorstadt; der Gassenverlauf von überwiegend zweigeschossigen trauf- und giebelständigen Wohn- und Wirtschaftsgebäuden des 19. und 20. Jahrhunderts geprägt.[2]
- Rolf-Ronecker-Straße
- Rosenweg
- Rotbuchenstraße – im Stadtteil Ebenheid

## S
- Sägewerk – am Wohnplatz Sägmühlen auf der Gemarkung des Stadtteils Boxtal
- Sandweg – im Stadtteil Boxtal
- Scheuergasse – Parallel zur Hauptstraße verlaufender Straßenzug zwischen Main- und Ziegelgasse in der ab dem 16. Jahrhundert angelegten Vorstadt, der Name auf die zahlreichen Scheunen zurückgehend; die östliche Straßenseite von den Rückseiten der zweigeschossigen, über hohem Hanggeschoss errichteten Hauptstraßengebäuden geprägt, die westliche Seite von einer weitgehend geschlossenen, überwiegend zweigeschossigen und traufständigen aus Scheunen und Wohngebäuden des 18.–20. Jahrhunderts bestehenden Gebäudereihe gebildet.[2]
- Schießstandweg
- Schinderlesweg
- Schleusenweg
- Schulstraße – im Stadtteil Rauenberg
- Sinseleinweg
- Spartakusweg
- Sportplatzweg – im Stadtteil Boxtal zum Sportgelände (SC Eintracht Boxtal)
- Staudengasse – Kurze, zwischen Hauptstraße und Mainstraße verlaufende Verbindungsgasse innerhalb der Kernstadt, bis zur teilweisen Entfestigung der Stadt ursprünglich an der westlichen Stadtmauer endend; leicht ansteigender, geschwungener Verlauf, auf Höhe der Einmündung der Hallengasse platzartig aufgeweitet, diese Aufweitung gegen Osten von der hoch aufragenden Giebelseite des Wohnhauses Staudengasse 5 räumlich begrenzt; die Gasse von zweigeschossigen, trauf- und giebelständigen und am abfallenden Gelände errichteten Gebäuden des 18.–20. Jahrhunderts geprägt.[2]
- Steinbruchplattenweg
- Steinstraße – im Stadtteil Ebenheid
- Sterngasse – Kurze, zwischen Sternplatz und Mainstraße verlaufende Gasse innerhalb der frühneuzeitlichen Vorstadt, der Name vom historischen Gasthof „Stern“ abgeleitet; heterogene Bebauungs- und Parzellenstruktur mit ein- bis zweigeschossigen, am abfallenden Gelände errichteten Haupt- und Nebengebäuden des 18.–20. Jahrhunderts.[2]
- Sternplatz – Im südlichen Bereich der ab dem 16. Jahrhundert besiedelten Vorstadt gelegene Platzanlage; der Name von der angrenzenden Sterngasse bzw. dem alten Gasthof „Stern“ (befand sich in der Ziegelgasse) abgeleitet; der kleine quadratische Platz an drei Seiten von zweigeschossigen, überwiegend giebelständigen Gebäuden des 16.–20. Jahrhunderts gefasst bzw. gegen die Hauptstraße geöffnet, diese wiederum ist durch zwei schmale, den Platz tangierende Stichgassen mit der Mainstraße verbunden; wegen des regelhaften Zuschnitts handelt es sich wohl um eine planmäßige Anlage des 18. Jahrhunderts mit späteren Veränderungen im 20. Jahrhundert (Niveauanhebung, Neugestaltung).[2]
- Stubenrauchweg
- Sudetenstraße – nach der Vertreibung der Deutschen aus der Tschechoslowakei ließen sich zahlreiche sudetendeutsche Familien in der Region nieder

## T
- Tremhof
- Türkeigasse
- Turmweg

## U
- Untere Eberstraße
- Untere Müssing – im Stadtteil Rauenberg (siehe auch: Obere Müssing)
- Untere Siedlungsstraße

## V
- Vergessener Weg
- Viehweg

## W
- Wachgasse
- Waldstraße
- Wendelin-Rauch-Straße
- Wengertsweg
- Wiesenweg
- Wildbachstraße – im Stadtteil Boxtal als Ortsdurchgangsstraße, davor und danach als K 2879. Der Wildbach, ein linker und südlicher Zufluss des Mains, ist für die Straße namengebend.
- Wildbachweg

## Z
- Ziegelgasse
- Zollgasse

## Rad- und Wanderwege
- Jakobsweg Main-Taubertal
  - Etappe 1: Miltenberg – Boxtal[3]
  - Etappe 2: Boxtal – Wertheim[3]
- Main-Radweg
- Panoramaweg Taubertal
  - Etappe 5: Wertheim – Freudenberg[4]
- Taubertalradweg, Der Sportive:
  - Etappe 1: Wertheim bis Freudenberg
  - Etappe 2: Freudenberg bis Külsheim